# Club Belgrano de San Nicolás
Pour les articles homonymes, voir San Nicolás.
Le Club Belgrano San Nicolás est un club argentin de basket-ball évoluant en Liga Nacional de Básquetbol, soit le plus haut niveau du championnat argentin. Le club est basé dans la ville de San Nicolás de los Arroyos

## Joueurs marquants du club
- Pablo Prigioni